# Beryl Booker
Beryl Booker (Philadelphia (Pennsylvania), 7 juni 1922 – Berkeley (Californië), 30 september 1978) was een Amerikaanse jazzpianiste en componiste.

## Biografie
Booker was als pianiste autodidact. Ze werkte sinds 1946 meerdere jaren met het trio van Slim Stewart en daarna soms tot 1951. Beryl Booker begeleidde in 1952 Dinah Washington en nogmaals in 1959. In 1952 speelde ze met een eigen band in het Birdland. Daarbij speelden Don Elliott, Chuck Wayne, Clyde Lombardi en Connie Kay mee. Er bestaan opnamen, waaraan Miles Davis meewerkte. In 1953 hielp Leonard Feather haar om haar eigen trio te formeren met Elaine Leighton (drums) en Bonnie Wetzel (bas). Ze maakten tournees door Europa als meestal bejubelde voorband van de show Jazz Club USA met Billie Holiday. Op Lady Love (1954) begeleidde ze Billie Holiday (afwisselend met Sonny Clark, met Jimmy Raney en Red Norvo, live in Keulen op 22 januari 1954), met wie ze ook in Europa toerde, o.a. in Bazel (Zwitserland) op 4 februari 1954. Haar pianospel bevat moderne bopelementen en lijkt deels erg op dat van Bud Powell. Haar band werd echter spoedig ontbonden. Sinds 1959 hoorde men aanvankelijk niets meer van haar. Tijdens de jaren 1970 speelde ze met kleine combo's en nam ze ook weer op.

## Overlijden
Beryl Booker overleed in september 1978 op 56-jarige leeftijd.

## Discografie
- 1952: Girl Met a Piano (EmArcy Records)
- 1954: Terry Pollard/ Beryl Booker: Cats vs Chicks: A Jazz Battle of the Sexes (MGM Records) (het septet van Pollard wordt Clark Terry's septet met Lucky Thompson geconfronteerd, georganiseerd door Leonard Feather)
- 1954: Beryl Booker Trio (Discovery Records)
- 1954: Don Byas with Beryl Booker (Discovery Records)
- 1954: The Beryl Booker Trio (Cadence Records)
- 1990: The Women, Classic Female Jazz Artists 1939–1952, Bluebird Records, twee nummers van haar in een samenstelling van Leonard Feather.

- Bibliothèque nationale de France: cb139248748 (data)
- International Standard Name Identifier: 0000 0001 1702 2175
- Library of Congress Control Number: no93029191
- MusicBrainz: 9e56a18a-f664-492f-9910-fb3f07447348
- SNAC: w6bx0h47
- Virtual International Authority File: 122063158
- WorldCat: E39PBJkXyYpFG8D38rQQhctdwC